# 太原聖母無原罪大聖堂
太原聖母無原罪大聖堂（たいげんせいぼむげんざいだいせいどう、中国語：太原圣母无染原罪主教座堂、英語：Cathedral of the Immaculate Conception, Taiyuan）は中華人民共和国の山西省太原市杏花嶺区にあるカトリック教会であり、太原大司教区の大聖堂となっている。

## 歴史
1635年、明王朝（1368年-1644年）に最初の教会がベルギーのイエズス会士であるジン・ミージュによって建てられたが、清王朝（1644年-1911年）の皇帝である雍正帝の在任期間中（1722年-1735年）に没収された。1870年にルイ―ジ・モッカガッタ司教により再建された。1900年には太原虐殺事件が勃発し、45人のキリスト教聖職者と村のキリスト教信者が地元政府によって殺害され、教会は義和団の乱で完全に破壊された。2000年、太原司教区で亡くなった26人の聖者達はローマ教皇ヨハネ・パウロ2世により中国人として列聖された。
1902年、アガピト・フィオレッティ司教により完全な教会複合体の修復が実行され、1905年に完成を見た。この教会は支那事変と文化大革命を生き残った。
2013年、中華人民共和国国務院より山西省の第7次全国重点文物保護単位に認定された。

## ギャラリー

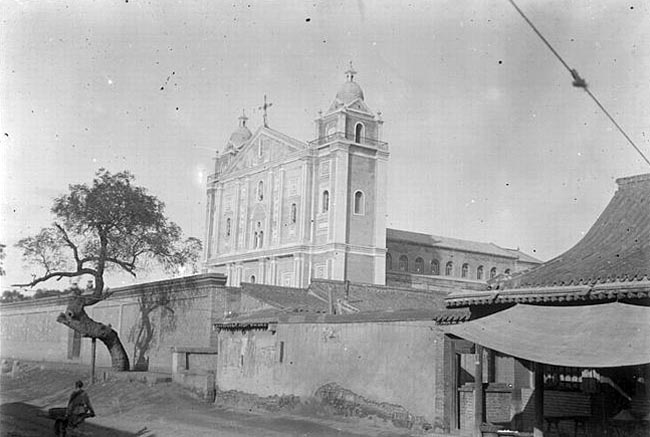
1907年当時の太原聖母無原罪大聖堂
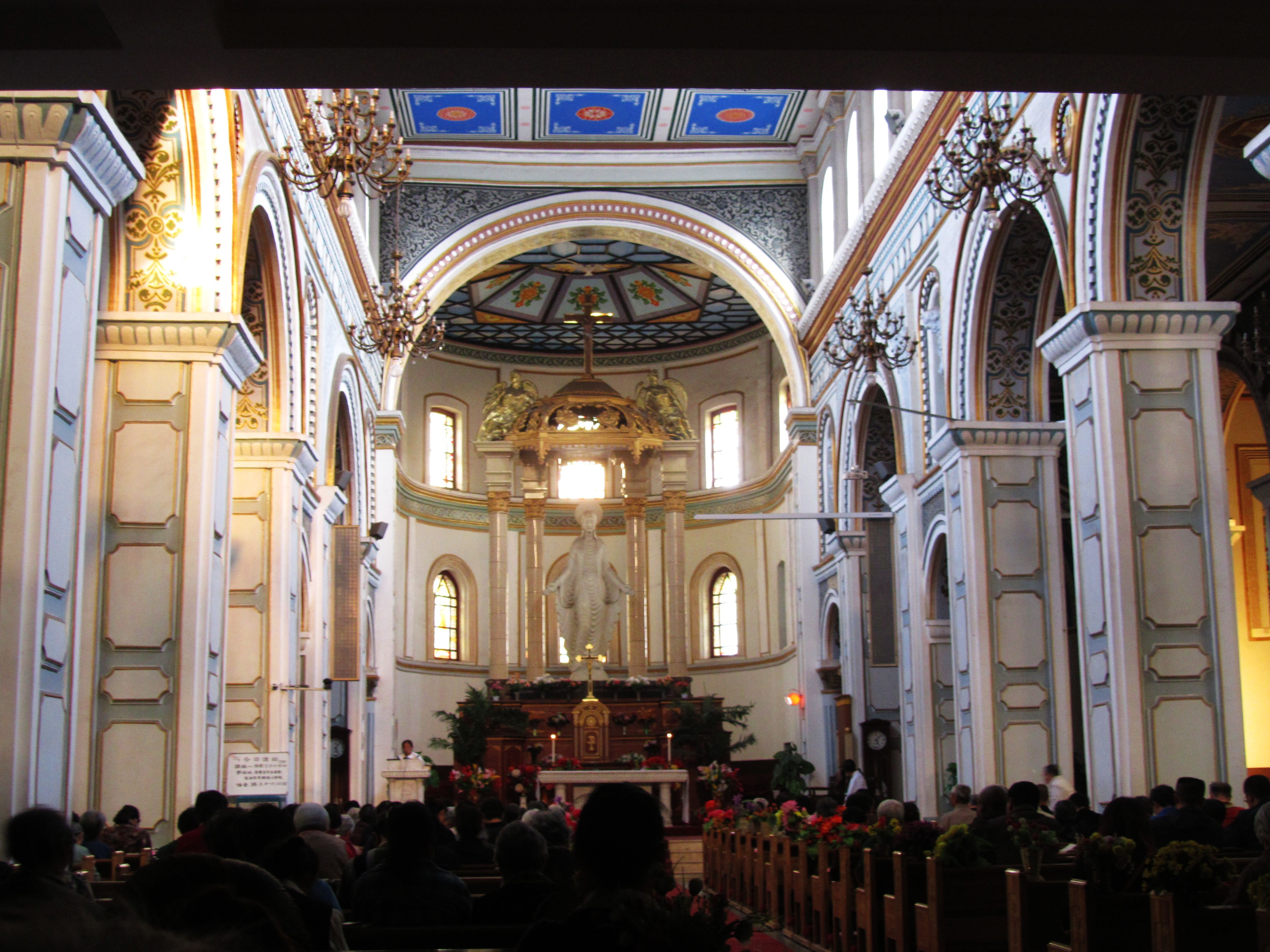
太原聖母無原罪大聖堂の内観